# Nati nel 1378
| Questa pagina contiene informazioni ricavate automaticamente dalle voci biografiche con l'ausilio del template Bio e di un bot. L'aggiornamento è periodico e automatico e ricostruisce completamente la pagina. Se manca una persona in questa lista, sei pregato di non aggiungerla, ma accertati piuttosto che la sua voce biografica contenga il template Bio e che i dati anagrafici siano correttamente compilati. Se il template Bio manca, inseriscilo tu stesso o, in alternativa, metti l'avviso {{tmp\|Bio}} che ne segnala la mancanza. Se i dati riportati sono sbagliati, correggi direttamente la voce biografica; le modifiche saranno visibili in questa lista entro pochi giorni. Per chiarimenti vedi il progetto biografie. La lista contiene solo le 16 persone che sono citate nell'enciclopedia e per le quali è stato implementato correttamente il template Bio. Pagina aggiornata al 13 gen 2025. |

- 23 gennaio - Ludovico III del Palatinato, nobile († 1436)
- 4 febbraio - Caterina di Valois, principessa francese († 1388)
- 16 agosto - Hongxi, imperatore cinese († 1425)
- 24 ottobre - David Stewart, Duca di Rothesay, nobile scozzese († 1402)
- 31 dicembre - Papa Callisto III, papa, vescovo cattolico e cardinale spagnolo († 1458)
- Simone De Mari, nobile italiano († 1438)
- Enrico di Gorkum, filosofo, teologo e docente olandese († 1431)
- Alice FitzAlan, nobile inglese († 1415)
- Lorenzo Ghiberti, scultore, orafo e architetto italiano († 1455)
- Walter Hungerford, I barone Hungerford, nobile e militare britannico († 1449)
- Gerlach Peters, mistico tedesco († 1411)
- Christian Rosenkreuz, esoterista tedesco († 1484)
- Covella Ruffo, nobile italiana († 1447)
- Guidantonio da Montefeltro, condottiero italiano († 1443)
- Caterina di Borgogna, nobile († 1425)
- Elisabetta di Kleve, principessa tedesca († 1424)